# WTA Tour Championships 2007

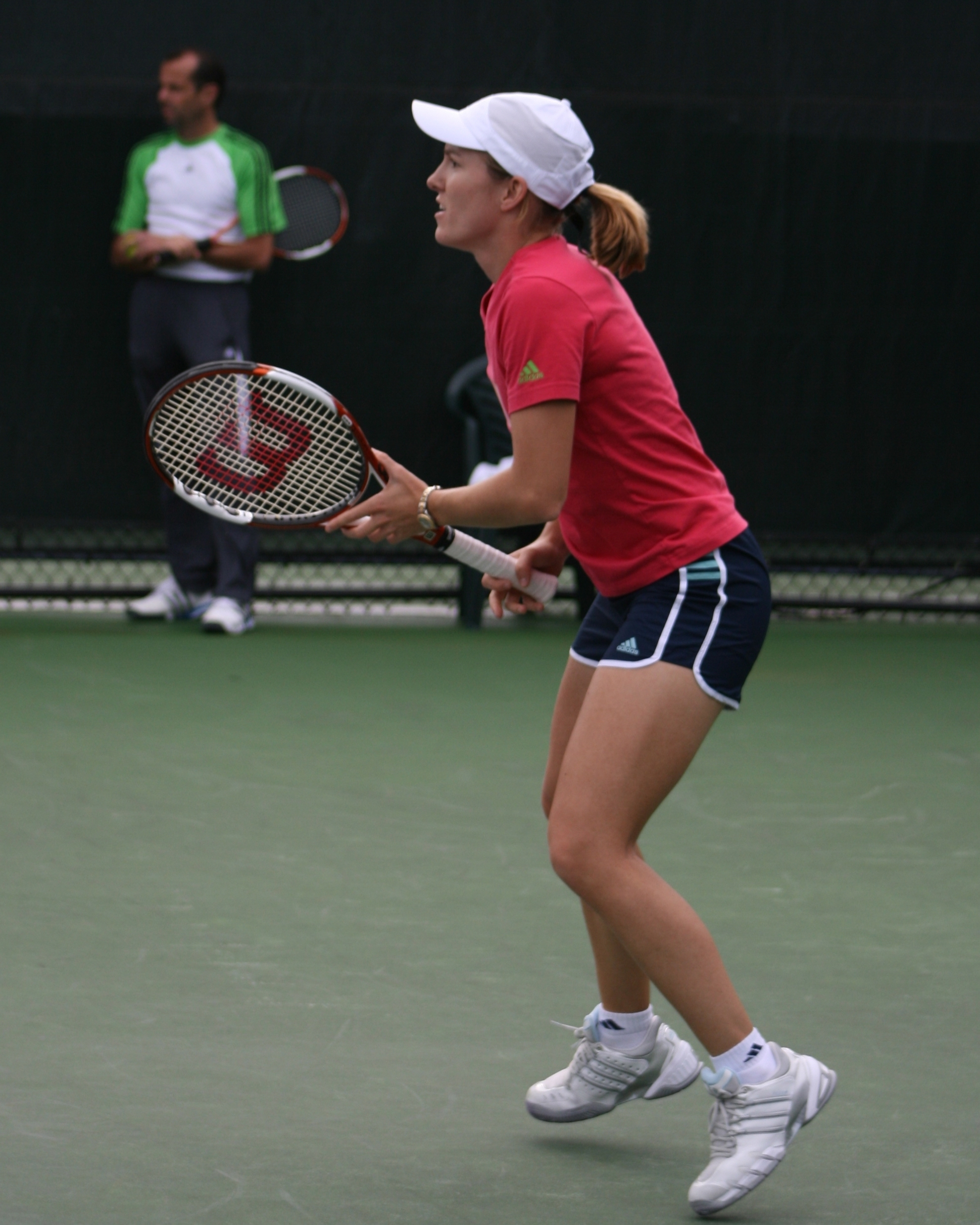
Winnares in het enkelspel, Justine Henin

De WTA Tour Championships werden in 2007 voor de tweede maal in Madrid (Spanje) georganiseerd. De beste tennisspeelsters uit het afgelopen seizoen speelden van 6 tot en met 11 november om de officieuze wereldtitel.
Winnares van 2006 was de Belgische Justine Henin-Hardenne.
Door het afzeggen van Venus Williams mocht Maria Sjarapova alsnog meespelen. De Française Marion Bartoli was reserve. Serena Williams gaf op in haar eerste wedstrijd (wegens blessure) en werd vervangen door Marion Bartoli.
Voor de tweede maal op rij won de Belgische Justine Henin.

## Gele groep (dinsdag 6 - vrijdag 9 november)

### Uitslagen
| Speelster 1     |   | Speelster2        | Score             |
| Justine Henin   | - | Anna Tsjakvetadze | 6-1 7-6(7/4)      |
| Jelena Janković | - | Justine Henin     | 2-6 2-6           |
| Serena Williams | - | Anna Tsjakvetadze | 4-6 en opgave     |
| Marion Bartoli  | - | Justine Henin     | 0-6 0-6           |
| Jelena Janković | - | Anna Tsjakvetadze | 4-6 6-0 3-6       |
| Marion Bartoli  | - | Jelena Janković   | 6-1 1-0 en opgave |

### Klassement
| #  | Rank | Speelster                     | Gespeeld | Wedst G/V | Sets G/V |
| 1. | 1    | Justine Henin (België)        | 3        | 3 - 0     | 6 - 0    |
| 2. | 7    | Anna Tsjakvetadze (Rusland)   | 3        | 2 - 1     | 4 - 3    |
| 3. | 10   | Marion Bartoli (Frankrijk)(*) | 2        | 1 - 1     | 2 - 2    |
| 4. | 3    | Jelena Janković (Servië)      | 3        | 0 - 3     | 1 - 6    |

(*)Marion Bartoli nam de plaats van Serena Williams in

## Rode groep (dinsdag 6 - vrijdag 9 november)

### Uitslagen
| Speelster 1          |   | Speelster2           | Score         |
| Maria Sjarapova      | - | Daniela Hantuchová   | 6-4 7-5       |
| Svetlana Koeznetsova | - | Ana Ivanović         | 1-6 6-4 5-7   |
| Daniela Hantuchová   | - | Ana Ivanović         | 2-6 6-7(9/11) |
| Maria Sjarapova      | - | Svetlana Koeznetsova | 5-7 6-2 6-2   |
| Svetlana Koeznetsova | - | Daniela Hantuchová   | 6-7(7/9) 0-6  |
| Maria Sjarapova      | - | Ana Ivanović         | 6-1 6-2       |

### Klassement
| #  | Rank | Speelster                      | Gespeeld | Wedst G/V | Sets G/V |
| 1. | 6    | Maria Sjarapova (Rusland)      | 3        | 3 - 0     | 6 - 1    |
| 2. | 4    | Ana Ivanović (Servië)          | 3        | 2 - 1     | 4 - 3    |
| 3. | 9    | Daniela Hantuchová (Slowakije) | 3        | 1 - 2     | 2 - 4    |
| 4. | 2    | Svetlana Koeznetsova (Rusland) | 3        | 0 - 3     | 1 - 6    |

## Halve finales (zaterdag 10 november)
| Maria Sjarapova | - | Ana Tsjakvetadze | 6-2 6-2 |
| Justine Henin   | - | Ana Ivanović     | 6-4 6-4 |

## Finale (zondag 11 november)
| Maria Sjarapova (Rusland) | - | Justine Henin (België) | 7-5 5-7 3-6 |

1972 · 1973 · 1974 · 1975 · 1976 · 1977 · 1978 · 1979 · 1980 · 1981 · 1982 · 1983 · 1984 · 1985 · 1986 (mrt) · 1986 (nov) · 1987 · 1988 · 1989 · 1990 · 1991 · 1992 · 1993 · 1994 · 1995 · 1996 · 1997 · 1998 · 1999 · 2000 · 2001 · 2002 · 2003 · 2004 · 2005 · 2006 · 2007 · 2008 · 2009 · 2010 · 2011 · 2012 · 2013 · 2014 · 2015 · 2016 · 2017 · 2018 · 2019 · 2020 · 2021 · 2022 · 2023 · 2024
Grand Slam: Australian Open · Roland Garros · Wimbledon · US Open
Landenteams: Fed Cup · Hopman Cup